# Aporocactus
Aporocactus es un género de plantas suculentas perteneciente a la familia Cactaceae. Contiene 2 especies aceptadas y es nativo de México.

## Descripción
Las especies de este género son epífitas, ya que crecen sobre las ramas de los árboles, pero sin parasitarlos. Presenta tallos colgantes o rastreros de hasta 60 cm, con 8 - 13 costillas cubiertas de muchas espinas pequeñas.
Las flores tienen forma de trompeta desflecada, con los pétalos de colores que varían del rosa al rojo vivo.

## Distribución
El área de distribución nativa de este género es México, aunque actualmente también se ha introducido en la India.

## Taxonomía
El género fue descrito por el botánico francés Charles Antoine Lemaire y publicado por primera vez en la revista científica L'illustration horticole 7 (Misc.): 67 en 1860.
Solía clasificarse como un subgénero en Disocactus, pero según estudios moleculares, debe tratarse como un género separado.  

Etimología
Aporocactus: nombre genérico que deriva de la palabra griega aporia (que significa 'impenetrable') y la palabra latina kaktos (que significa ‘cardo’ o ‘planta espinosa’), en alusión al cuerpo espinoso que presentan las especies de este grupo.

## Especies aceptadas
Actualmente, el género Aporocactus consta de 2 especies aceptadas según la Plants of the World Online (POWO): 
| Imagen | Nombre científico                                       | Distribución                                          |
| ------ | ------------------------------------------------------- | ----------------------------------------------------- |
|        | Aporocactus flagelliformis (L.) Lem                     | Este y centro de México                               |
|        | Aporocactus martianus (Zucc. ex Pfeiff.) Britton & Rose | México (desde el centro sur de Veracruz hasta Oaxaca) |